# Kharis Yunichev
Kharis Yunichev (Unión Soviética, 7 de agosto de 1931-12 de febrero de 2006) fue un nadador soviético especializado en pruebas de estilo, donde consiguió ser medallista de bronce olímpico en 1956 en los 200 metros.

## Carrera deportiva
En los Juegos Olímpicos de Melbourne 1956 ganó la medalla de bronce en los 200 metros estilo braza, con un tiempo de 2:36.8 segundos, tras los japoneses Masaru Furukawa (oro con 2:34.7 segundos) y Masahiro Yoshimura (plata con 2:36.7 segundos).